# 徳大寺公城
徳大寺 公城（とくだいじ きんむら）は、江戸時代中期の公卿。官位は従二位・権大納言（薨去後従一位追贈）。

## 経歴
元文5年（1740年）に叙爵。以降清華家当主として速いスピードで昇進し、侍従・左近衛少将・右近衛中将・相模権介を経て、寛延元年（1748年）に従三位となり、公卿に列する。その後、権中納言・踏歌節会外弁を経て、宝暦4年（1754年）に権大納言となる。宝暦6年（1756年）には大歌所別当となる。
延享4年（1747年）に桃園天皇の近習に選ばれ、年若い天皇の教育担当となる。公城は朝廷への権力回帰の学説を主張した徳大寺家家臣竹内敬持の説を桃園天皇に説くようになる。しかし、竹内の仏教排除の説を巡って、これを危険視する関白一条道香と対立を深めていくことになる。
宝暦8年（1758年）6月9日、前関白一条道香・関白近衛内前は公城を近習から排除する。そして、7月24日、摂家からの圧迫に屈した桃園天皇の命令によって官職を辞して蟄居することとなった（宝暦事件）。同日の桃園天皇の日記には徳大寺公城・正親町三条公積・高野隆古・西洞院時名の4名を「忠臣」と記してその追放を嘆いている。なお、一般に宝暦事件は江戸幕府からの圧力がかかったと言われているが、当時の公家日記に基づけば、摂家の要請で江戸幕府も京都所司代に調査はさせていなかったものの、不穏な証拠の動きが明らかにならなかった。しかし、女官たちからの情報で近習たちによるクーデター計画を示唆する文書の存在を発見した摂家側が天皇に迫って公城らの処分を断行させ、幕府もそれを追認したものであった。
その後、安永7年（1778年）には赦免されているが、官職に復することはなかった。
しかし徳川幕府崩壊後の明治24年（1891年）には晴れて名誉回復。従一位の追贈を受けた。

## 系譜
- 父：徳大寺実憲
- 母：大洲藩主加藤泰恒の娘
- 妻：松平郁子（高松藩主松平頼恭の娘）
  - 養子：徳大寺実祖（実父は西園寺公晃）